# Bohumilice (tvrz)
Bohumilice jsou zaniklá tvrz, která stála v severní části stejnojmenné vesnice, asi dva kilometry západně od Ledče nad Sázavou v okrese Havlíčkův Brod.

## Historie
Prvním doloženým držitelem vsi byl roku 1289 Albert z Bohumilic. Roku 1396 ve vsi sídlil Otík z Bohumilic a v majetku jeho rodu Bohumilice zůstaly pravděpodobně do doby okolo roku 1540, kdy patřily k ledečskému panství Markéty Ledecké z Říčan. Roku 1558 její manžel Zdeněk Meziříčský z Lomnice postoupil statek Janu Podolskému z Lacemboku.
Kdy byla tvrz vystavěna není známo. První písemná zmínka o tvrzi pochází až z roku 1656, kdy ji využívali sedláci. Už v této době byla zčásti pustá. V témže roce ji Anna Sedláková, manželka uprchlého Jana Sedláka, prodala za 43 kop míšeňských grošů Janu Tesařovi. Roku 1669 ji pak odkoupil Pavel Sedlák za čtyřicet kop grošů.

## Popis
Tvrz stávala na návrší u domu čp. 9. August Sedláček popsal trávou porostlé, okrouhlé tvrziště, obehnané pět až šest metrů hlubokým příkopem. Koncem dvacátého století už byl příkop z větší části zavezen.